# My Son John
My Son John (Brasil: Não Desonres o Teu Sangue / Portugal: Perseguem o Meu Filho) é um filme estadunidense de 1952, do gênero drama, dirigido por Leo McCarey e estrelado por Helen Hayes e Van Heflin. O filme foi produzido quando a histeria anticomunista e a caça às bruxas pelo Comitê de Atividades Antiamericanas estavam no auge. Apesar de patriota e reacionário, pode ser apreciado hoje como fonte de estudos desse período da história estadunidense.
O ator Robert Walker morreu durante as filmagens, e sua participação foi completada com cenas de Strangers on a Train (1951), estrelado por ele.
A Academia de Artes e Ciências Cinematográficas concedeu ao filme uma indicação ao Oscar, na categoria Melhor História Original.

## Sinopse
Lucille e Dan Jefferson, um casal do interior, religioso e de classe média, fica chocado quando o filho John manifesta simpatias pelo Comunismo. Quando ele é acusado pelo FBI de ser um espião inimigo, Lucille, Bíblia na mão, voa para Washington, onde John trabalha em uma agência do governo, e tenta trazê-lo de volta ao bom caminho. Finalmente, John cai em si e tenta mudar de lado, mas é abatido nas escadarias do Lincoln Memorial pelos seus superiores. Mais cedo, contudo, ele entregara uma fita ao agente Stedman, onde conclama a juventude a não acreditar nas mentiras de Moscou.

## Elenco
| Ator/Atriz      | Personagem        |
| --------------- | ----------------- |
| Helen Hayes     | Lucille Jefferson |
| Van Heflin      | Stedman           |
| Dean Jagger     | Dan Jefferson     |
| Robert Walker   | John Jefferson    |
| Minor Watson    | Doutor Carver     |
| Frank McHugh    | Padre O'Dowd      |
| Richard Jaeckel | Chuck Jefferson   |
| James Young     | Ben Jefferson     |

## Principais premiações
| Prêmio                   | Categoria                | Situação |
| ------------------------ | ------------------------ | -------- |
| Oscar                    | Melhor História Original | Indicado |
| National Board of Review | Melhor Filme             | Indicado |